# 内波穆塞努
内波穆塞努是巴西米纳斯吉拉斯州的一个市镇。总面积582.033平方公里，总人口24430人，人口密度42人/平方公里。